# 522 męczenników wojny domowej w Hiszpanii
522 ofiar wojny domowej w Hiszpanii – grupa 522 męczenników, ofiar prześladowań antykatolickich okresu hiszpańskiej wojny domowej, zamordowanych z nienawiści do wiary (łac) odium fidei, w latach 1936–1939, beatyfikowanych przez papieża Franciszka w Taragonie 13 października 2013 roku.

## Geneza męczeństwa
W gronie błogosławionych jest 3 biskupów: Manuel Basulto – ordynariusz Jaén, Silvio Huix Mirapleix – z Léridy i Manuel Borras – pomocniczy Tarragony, poza tym 82 kapłanów diecezjalnych z 8 diecezji i 3 seminarzystów, 412 zakonników i zakonnic z 24 zakonów i zgromadzeń męskich i żeńskich, najwięcej braci szkolnych – 74, braci marystów – 66, benedyktynów – 38 i kapucynów – 33; 15 męczenników należało do Bractwa Diecezjalnych Kapłanów Robotników, ponadto w gronie tym było 7 wiernych: 5 mężczyzn i 2 kobiety.
Na ogólną liczbę 522 męczenników złożyły się 33 sprawy prowadzone w różnych okresach w całym kraju. Najwięcej błogosławionych pochodzi z archidiecezji tarragońskiej – 147 i to przesądziło o tym, że cała uroczystość odbyła się w tym katalońskim mieście.
Wśród błogosławionych jest 515 Hiszpanów i 7 cudzoziemców, w tym 3 z Francji oraz po jednej osobie z Kuby, Kolumbii, Filipin i Portugalii.

## Niektórzy błogosławieni

### Biskupi
- bł. Manuel Basulto Jiménez, biskup Jaén
- bł. Salwiusz Huix Miralpeix, biskup Leridy
- bł. Emanuel Borràs i Ferré, biskup pomocniczy Tarragony

### Zakonnicy

#### Benedyktyni
- bł. Mauro Palazuelos Maruri

#### Bonifratrzy
- bł. Mauricio Iniguez de Heredia Alzola

#### Dominikanie
- bł. Raymundo Joaquín Castano Gonzalez
- bł. José María Gonzalez Solis

#### Franciszkanie
- bł. Antonio Faundez Lopez

#### Kapucyni
- bł. Józef Maria z Manili
- bł. Andrés Gonzalez-Diez Gonzalez-Nunez

#### Karmelici trzewiczkowi
- bł. Angel Maria (Jose Sanchez Rodriguez)

#### Mercedariusze
- bł. Mariano Alcala Perez

#### Misjonarze
- bł. Fortunato Velasco Tobar

#### Redemptoryści
- bł. Józef Ksawery Gorosterratzu Jaunarena
- bł. Julian Pozo Ruiz de Samaniego
- bł. Piotr Romero Espejo
- bł. Wiktorian Calvo Lozano

#### Orioniści (Małe Dzieło Boskiej Opatrzności)
- bł. ks. Ricardo Gil FDP
- bł. postulant Antonio Arrue

### Zakonnice

#### Instytut Kalasancjański Sióstr Boskiego Pasterza (Instituto calasancio de Hijas de la Divina Pastora)
- bł. Wiktoria Valverde González

#### Zgromadzenie Służebnic Maryi (Siervas de María, Ministras de los enfermos)
- bł. Augustyna Pena Rodríguez
- bł. Aurelia Arambarri Fuente
- bł. Aurora López Gonzalez
- bł. Daria Andiarena Sagaseta

### Księża
- bł. Joseph Guardiet Pujol
- bł. Joseph Nadal Guiu
- bł. José Jordan Blecua
- bł. Joan Huguet Cardona
- bł. José Máximo Moro Briz